# Geoscoring
Geoscoring ist eine mathematisch-statistische Analysetechnik, um auf Basis von Daten raumbezogene Vorhersagen für einen Standort oder ein Gebiet zu treffen. Geoscoring ist eine spezielle Methode des Scoring. In der Predictive Analytics für Kriminalitätsstatistik kann Geoscoring so zum Beispiel zukünftige Kriminalitätsfälle (siehe auch Predictive Policing) räumlich vorhersagen (für eine Straße oder einen sog. Hot-Spot). In der Geophysik wird sie z. B. eingesetzt um Qualitätsmerkmale von Ölvorkommen (Lagerstätten) zu klassifizieren. Im Marketing wird Geo-Scoring (Marketing) als Technik eingesetzt, um Kunden-, Marktgebiete und Standorte räumlich zu bewerten (siehe dazu auch Geomarketing).
Im Kreditscoring kann ein sog. Geoscore bei der Beurteilung der Kreditwürdigkeit von Kunden anhand des Wohnortes und des Wohnumfelds (sog. mikrogeographischen Daten) unterstützen. Dabei geht es nicht (nur) um die individuellen Merkmale eines jeden Kunden und seiner persönlichen Zahlungsfähigkeit.

## Kritik am Geoscoring in der Kreditbeauskunftung (historisch, vor DSGVO 2018)
Die Methoden des 'Geoscorings in der Kreditbeauskunftung' sollen die Gefahr bergen einer selbsterfüllenden Prophezeiung. Die Anwohner schlechterer Wohnviertel erhalten schlechtere Konditionen am Markt als die Bewohner zahlungskräftigerer Stadtteile, was zu einem weiteren Absinken der Kaufkraft führt. Geoscoring wird von Daten- und Verbraucherschützern, Stadtplanern und Kommunalpolitikern gleichermaßen verurteilt, da es eine Stigmatisierung ganzer Stadtteile begünstigt.
Geoscoring in der Kreditbeauskunftung soll als diskriminierend gelten, da man Menschen in unzulässiger Weise verallgemeinert. In der Kritik steht dieses Verfahren auch deswegen, weil es stark an das in den USA im 20. Jahrhundert verbreitete, aber längst verbotene Verfahren des Redlining erinnert, bei dem ganze Wohnbezirke und Stadtviertel von Banken als „nicht investitionswürdig“ eingestuft wurden und infolgedessen starken wirtschaftlichen Niedergang erlitten.
Der damalige Landesdatenschutzbeauftragter von Schleswig-Holstein, Thilo Weichert, erklärte, niemand darf aufgrund seines Wohnortes diskriminiert werden und verwies auf die damalige Novelle des Bundesdatenschutzgesetzes BDSG in 2010 hin. Mit der DSGVO 2018 hat sich die Ausgangslage entsprechend verändert.

## Scoring und Geoscoring nach der DSGVO
Geoscoring fällt als mathematisch-statistische Methodik in den Bereich des Scoring und ist ein Spezialfall.
Abgrenzung: (1) Werden personenbezogene Daten verarbeitet fällt es in den Anwendungsfall der DSGVO Art. 22 und es gilt zu prüfen, ob nach Abs. 1 ob ein Betroffener, nicht einer ausschließlich auf einer automatisierten Verarbeitung – einschließlich Profiling – beruhenden Entscheidung unterworfen wird, die ihm gegenüber rechtliche Wirkung entfaltet oder sie in ähnlicher Weise erheblich beeinträchtigt (siehe auch Scoring (BDSG neu). § 31 Abs. 1 Nr. 3 BDSG untersagt in gleicher Weise wie früher § 28b S. 1 Nr. 3 BDSG aF die ausschließliche Verwendung von Anschriftendaten beim Scoring. 
(2) Werden keine personenbezogenen Daten verwendet und der Wert gibt z. B. die Wahrscheinlichkeit eines zukünftig auftretenden Unwetterschadens an einem bestimmten Ort an, dann fällt Geoscoring nicht unter die DSGVO